# Anne Koning
Anne Leonie Koning (Utrecht, 9 maart 1970) is een Nederlands politicus en bestuurder. Zij is lid van de PvdA. Sinds 4 september 2019 is zij lid van de Gedeputeerde Staten van Zuid-Holland.

## Opleiding
Koning bezocht het Montessori Lyceum Herman Jordan in Zeist (vwo-B). Daarna studeerde zij bosbouw aan de Landbouwuniversiteit van Wageningen, waar zij in 1994 afstudeerde. In 2012 behaalde zij een master in stadsontwikkeling aan de Erasmus Universiteit Rotterdam.

## Maatschappelijke loopbaan
Koning was van 1995 tot 1997 onderwijscoördinator aan de landbouwuniversiteit van Wageningen. Van 1997 tot 2001 was zij als management trainee in verscheidene functies werkzaam aan de Technische Universiteit Delft; van 2001 tot 2006 was zij aldaar werkzaam als plaatsvervangend faculteitssecretaris en als beleidsmedewerker.
Koning was van 2011 tot 2014 hoofd afdeling programma's bij Jantje Beton. Nu is zij zelfstandig adviseur op het gebied van stadsontwikkeling, commissaris bij een aantal woningcorporaties en voorzitter van de Branchevereniging Spelen.

## Politieke loopbaan
Koning was van 1994 tot 1997 lid van de gemeenteraad van Wageningen voor de Partij van de Arbeid. In 1995 was zij enige maanden medewerker van de Tweede Kamerfractie van de PvdA. Van 2002 tot 2006 was zij lid van de gemeenteraad van Delft.
Na de gemeenteraadsverkiezingen van 2006 werd Koning benoemd tot wethouder van Delft (portefeuille: project Spoorzone, ruimtelijke ordening, verkeer, beheer van de stad (openbare werken), reiniging, wijkzaken, handhaving & toezicht, en vastgoed). In 2011 werd zij lid van Provinciale Staten van Zuid-Holland. Van 2013 tot 2015 was zij lid van de Eerste Kamer, als opvolger van Kim Putters. In 2018 werd ze voorzitter van de PvdA-fractie in Provinciale Staten en benoemd als lijsttrekker van de partij tijdens de Statenverkiezing van 20 maart 2019. Ze is sinds 4 september 2019 gedeputeerde van Zuid-Holland, met de portefeuille Wonen, Ruimtelijke Ordening en Recreatie en sport.

## Persoonlijk
Koning is gehuwd en heeft twee kinderen.
- Parlement.com: vj9lhj5xp0iu